# Cité Falaise
La cité Falaise est une voie du 18e arrondissement de Paris, en France.

## Situation et accès
La cité Falaise est une voie publique située dans le 18e arrondissement de Paris. Elle débute au 36, rue Leibniz et se termine au 8, rue Jean-Dollfus.

## Origine du nom

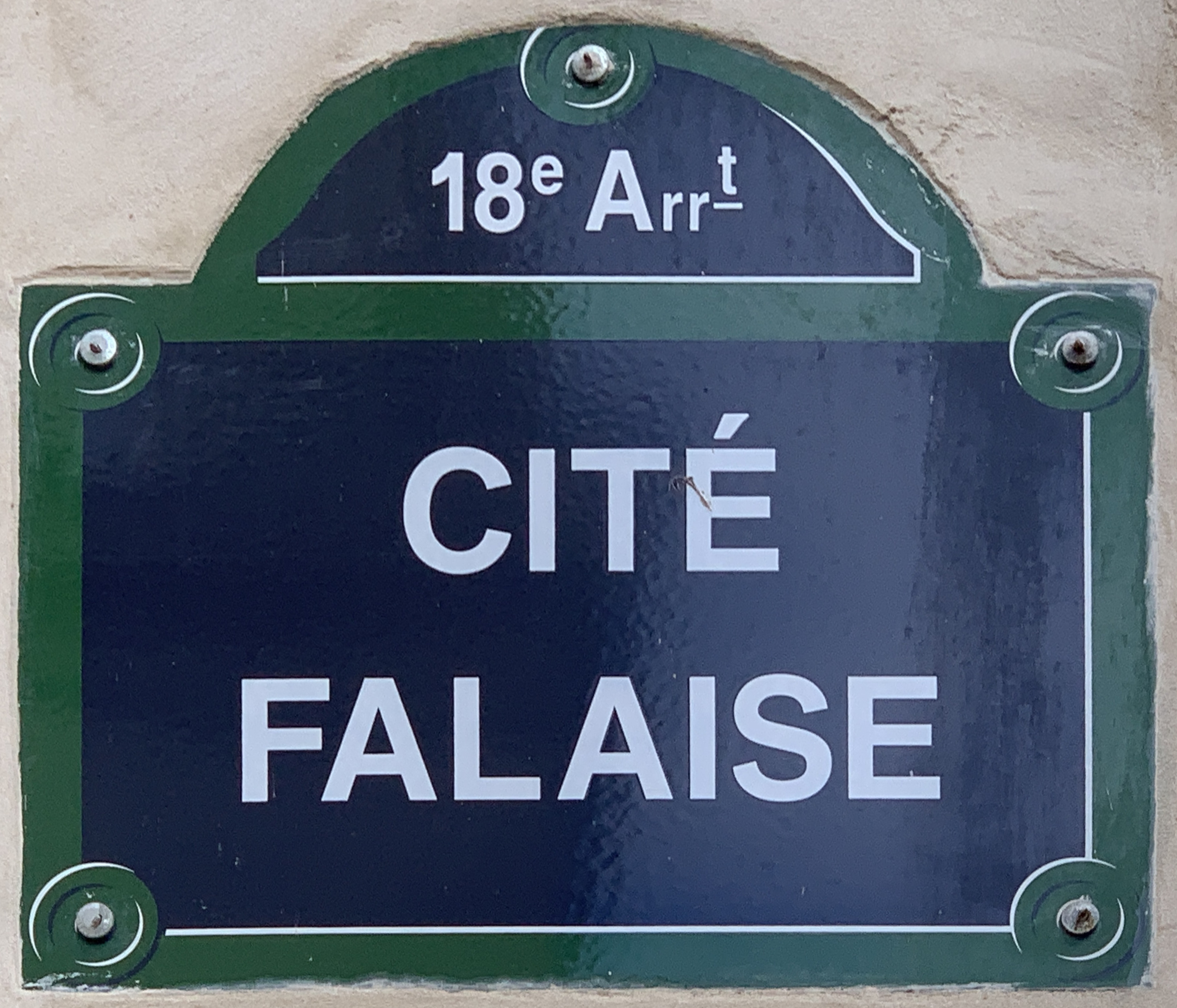
Plaque de la voie.

Cette voie doit son nom à un surnom donné à un membre de la famille Compoint, propriétaire des terrains.

## Historique
Cette voie est ouverte sous sa dénomination actuelle en 1860.
Elle est réaménagée lors des opérations de la ZAC Moskowa.